# Admir Glamočak
Admir Glamočak (Sarajevo, 23. jun 1962) bosanskohercegovački je pozorišni i filmski glumac i univerzitetski profesor. 

## Biografija
Diplomirao je na Akademiji scenskih umjetnosti u Sarajevu u klasi profesora Bore Stjepanovića 1984/85. godine. Bio je student prve generacije upisane na Odsjek za glumu. Već u toku školovanja igra neke od zapaženih teatarskih uloga, a naročito je upamćen njegov udio u kultnoj predstavi Otvorene scene Obala — Audicija. Nakon završenog studija ostaje na Akademiji kao asistent i vremenom napreduje u viša zvanja, da bi u toku Rata u BiH bio imenovan i za dekana Akademije. Za sve ovo vrijeme nastavlja svoj rad u pozorištu i na filmu. Ostvaruje niz uloga u predstavama kao što su Kraj igre (režija Sulejman Kupusović), Pukovnik ptica (režija Dino Mustafić), Mjerom za mjeru (režija Aleš Kurt) i dr. Takođe, u nekoliko navrata se okušao i kao režiser. U Narodnom pozorištu u Sarajevu režirao je San ljetne noći, Bolest mladeži u Kamernom teatru 55, Šta ćemo sad? u Pozorištu mladih u Sarajevu itd. Kako god, najzapaženija je njegova uloga pedagoga. Kao profesor na predmetu Gluma odškolovao je nekoliko generacija glumaca, a sa podjednakim glumačkim angažmanom igra i u profesionalnim produkcijama i u ispitnim predstavama na ASU. Radi kao profesor na Akademiji scenskih umjetnosti u Sarajevu na predmetu Gluma. Glumio je u brojnim filmovima i serijama kao što su Strategija švrake, Viza za budućnost, Gori vatra, Audicija i Lud, zbunjen, normalan. 

## Nagrade
Za svoj rad je dobio brojne nagrade. Na festivalu u Tuzli je dobio nagradu Grozdanin kikot, a na festivalu MESS je dobio nagradu Zlatni lovorov vijenac. 2001. je dobio nagradu Razija Lagumdžija. 2019. godine je izabran za najboljeg glumca Mostarske liske 2019.

## Lični život
Bio je u braku sa pevačicom, Amilom Glamočak, sa kojom ima sina Adija.

## Filmografija
| Год.        | Назив                              | Улога                           |
| ----------- | ---------------------------------- | ------------------------------- |
| 1980.-e     |                                    |                                 |
| 1982.       | Nastojanje                         | Student Aljo                    |
| 1983.       | Dani AVNOJ-a (mini-serija)         |                                 |
| 1985.       | Audicija                           | Sudžuka Mustafa/Simonida Puhalo |
| 1986.       | Misija majora Atertona             |                                 |
| 1986.       | Znak (serija)                      |                                 |
| 1987.       | Strategija švrake                  |                                 |
| 1988.       | Vizantija                          | Vojnik                          |
| 1989.       | Hajde da se volimo 2               | Predsjednik opštine             |
| 1990.-e     |                                    |                                 |
| 1990.       | Strategija švrake (serija)         |                                 |
| 1991.       | Sa 204-272                         | Vesko                           |
| 1997.       | Savršeni krug                      | Staka                           |
| 1998.       | Put na mjesec (kratki film)        | Aco                             |
| 1998.       | Neočekivana šetnja                 | Žan                             |
| 2000.-e     |                                    |                                 |
| 2000.       | Tunel (film)                       |                                 |
| 2001        | Prvo smrtno iskustvo (kratki film) | Komandir                        |
| 2001.       | Borac (film)                       |                                 |
| 2002.       | 10 minuta (kratki film)            | Atko                            |
| 2002.-2008. | Viza za budućnost                  | Suad Husika                     |
| 2003.       | Rimejk (film)                      | Isljednik                       |
| 2003.       | Sjever je poludio (kratki film)    | Taksist                         |
| 2003.       | (A)tozija (kratki film)            |                                 |
| 2003.       | Gori vatra                         | Hamdo                           |
| 2003.       | Ljeto u zlatnoj dolini             | Klupa                           |
| 2005.       | Dobro uštimani mrtvaci             | Dr. Braco                       |
| 2010-e      |                                    |                                 |
| 2014.-2020. | Lud, zbunjen, normalan             | Jure Zaklan                     |
| 2015.       | Sabina K.                          | Neven                           |
| 2016.       | Lažni svjedok                      | Rifet Čunjevac                  |
| 2018.       | Ne diraj mi mamu                   | Kerim Ljuca                     |
| 2019.       | Sin                                |                                 |
| 2020-e      |                                    |                                 |
| 2020.       | Koncentriši se, baba               |                                 |
| 2022.       | Na rubu pameti (serija)            |                                 |
| 2024.       | Кожа                               | Самир Зулкић                    |

## Spoljašnje veze
- Admir Glamočak na sajtu  (jezik: engleski)